# Distretto di Mokéko
Mokéko è un distretto della Repubblica del Congo, che fa parte del dipartimento di Sangha. È composto dal centro abitato omonimo e dall'area rurale circostante.